# سنتز ایندول بارتولی
سنتز ایندول بارتولی (انگلیسی: Bartoli indole synthesis) که با نام واکنش بارتولی نیز شناخته می شود، یک نام واکنش در شیمی آلی است که طی آن یک استخلاف نیتروآرن با یک ترکیب وینیل از واکنشگر گرینیارد واکنش داده و تشکیل یک ترکیب از ایندول را می دهد.